# Lindsay Monroe
Lindsay Monroe is een personage uit de televisieserie CSI: NY. Ze wordt gespeeld door Anna Belknap.

## Achtergrond
Lindsay komt oorspronkelijk uit Bozeman, Montana. Ze werd door het hoofd van het New Yorkse misdaadlab, Mac Taylor, gevraagd naar New York te komen nadat voormalige CSI’er Aiden Burn was ontslagen ("Zoo York"). Hoewel volgens Stella Bonasera Mac haar vooral uitkoos vanwege haar toewijding en vaardigheden in het lab, bewees ze al snel ook een goede CSI’er te zijn in het veldwerk en ondervragingen. Haar ondervragingsmethode was cruciaal bij het oplossen van een zaak in de aflevering "Dancing With The Fishes", een van haar eerste afleveringen. In "Silent Night" onthulde ze dat ze de enige overlevende was van een meervoudige moord, waarbij vier van haar vrienden omkwamen.
Oorspronkelijk bracht ze het grootste deel van haar tijd in het veld door waar ze plaatsen delict onderzocht, maar in de eerste helft van seizoen 3 ging ze meer en meer in het lab werken. In "The Lying Game" vertrok ze tijdelijk weer naar Bozeman om daar te getuigen in een rechtszaak betreffende een misdaad waar in de aflevering "Silent Night" al over gesproken werd. Anna Belknap, de actrice die Lindsay speelt, was zwanger rond die tijd, wat producers dwong haar tijdelijk uit de serie te schrijven.
Haar mede CSI’er Danny Messer mocht haar in eerste instantie niet. Hij noemde haar altijd "Montana", wat haar behoorlijk irriteerde. Lijkschouwer Sid Hammerback ontdekte echter dat Danny dit vooral deed om haar aandacht te trekken. Sindsdien is ze gewend aan de bijnaam. Ze is ook goede vrienden met Stella, die haar wat advies gaf over wonen en werken in New York. Lindsay staat bekend om haar midwesterse manieren, zoals haar schoenen uittrekken voordat ze het huis van een verdachte binnengaat. Ze neem haar werk serieus, vooral als het om slachtoffers uit een kleine stad of plaats gaat.
In aflevering 3.02, "Not What It Looks Like," wilde Lindsay undercover gaan om te onderhandelen bij een gijzeling. Danny was hier tegen. Haar poging was niet succesvol, en ze moest zelf worden gered door het team. Tijdens de redding was het vinden van Lindsay het enige waar Danny aan kon denken.
In "Sleight Out Of Hand" moest Lindsay getuigen in het process tegen Daniel Katums, de dader van de moord, waarbij vier van Lindsays vrienden omkwamen. Toen Danny de rechtszaal binnenkwam en plaatsnam achter in de zaal, gaf dit Lindsay de moed om alles wat ze had gezien te vertellen. Dankzij haar bekentenis werd Daniel Katums schuldig bevonden aan moord.
Hoewel er weinig screen time besteed aan de persoonlijke relatie tussen Danny en Lindsay tijdens het begin van het vierde seizoen, werden ze verondersteld te daten.
Halverwege seizoen 4, is de zoon van Danny's buurman, Ruben Sandoval, per ongeluk gedood in de loop van een bodegaoverval. Danny geeft zichzelf de schuld voor de dood van Ruben, Danny begint Lindsay weg te duwen in het verdriet en begint een affaire met de moeder van Ruben, Rikki. Lindsay confronteert hem en is gekwetst wanneer hij teruggetrokken en afstandelijk reageerde. Ze vertelt hem dat ze dom was voor het toestaan van zichzelf om verliefd op hem te worden. Danny probeert later excuses aan te bieden, maar ze wordt weggeroepen voor een zaak.
In episode 417, "Like Water for Murder", een ongemakkelijke moment tussen Lindsay en Danny waardoor een bewijsstuk onbeheerd achterblijft. De onderzoeker van het lab merkt dit, en brengt het onder de aandacht van Mac. Mac heeft woorden met Lindsay, en ze verwoordt spijt te hebben van een relatie met haar collega.
In episode 419, "persoonlijke fout", roept Danny Lindsay om zich te verontschuldigen voor het buitensluiten en hij stelt voor dat ze naar hem toekomt. Hoewel het niet wordt weergegeven, accepteert ze zijn aanbod en verontschuldiging.
Het vijfde seizoen hebben Lindsay en Danny blijkbaar nog steeds in een relatie. In episode 509, "The Box", vertelt Lindsay met tegenzin aan Danny dat ze zwanger is van zijn kind, de producenten had besloten om Anna Belknap real-life zwangerschap te verwerkennin de verhaallijn. Danny worstelt met hoe om te gaan met dit nieuws, vooral na haar opmerking dat ze "hem kent" en niets van hem verwacht, Danny staat door Lindsay en aanvaardt zijn naderende vaderschap. Hij stelt voor om met haar te trouwen. Lindsay weigert, later uit te leggen dat ze niet ronduit weigert maar dat het het verkeerde moment is. Ze herinnert hem aan de baby, en stelt voor het nemen van kleine stapjes. Akkoord, Danny vertelt Lindsay dat hij haar liefheeft. Samen vertellen ze Mac over de zwangerschap, en Mac feliciteert hen.
Uit de volgende episodes blijkt dat Danny duidelijk een deel van het leven van de baby te willen zijn. In episode 517, "Green Piece" Lindsay is van plan een reis naar Montana om haar familie te zien voordat ze bevalt. Danny praat met Mac over zijn relatie met Lindsay en de binnenkort te komen baby. Aan het einde van de aflevering, Danny neemt Lindsay naar het stadhuis onder het mom van de vergadering een aantal vrienden. Buiten het kantoor van de stadssecretaris, herhaalt hij zijn gevoelens voor haar. Danny vraagt haar opnieuw met hem te trouwen. Ze gaat akkoord, en als de deur naar het kantoor van de griffie is geopend, ziet ze Mac en Stella. Mac en Stella getuigen vervolgens bij het huwelijk van Danny en Lindsay, waarbij een montage van scènes speelt, uit de eerste vergadering van het echtpaar in seizoen 2 aflevering "Zoo York" omhoog door episode 511, "verboden vrucht."
Aan het einde van aflevering 519, "Communication Breakdown," Lindsay, die nog steeds in Montana is, sms't Danny dat hun baby een meisje is.
In episode 523, "Greater Good," is ze teruggekeerd naar het lab en gaat aan het werk. Adam neemt haar mee naar het ziekenhuis, waar, met Danny aan haar zijde, ze het leven schenkt aan een meisje. Hoewel ze aanvankelijk niet eens waren over de naam van de baby (Lindsay wil de naam van de baby "Lydia", maar geeft de voorkeur aan Danny "Lucy"), zijn ze het er wel over eens dat ze willen Mac  de peetoom van de baby is.
In de volgende aflevering, "Gronden voor Deception," Lindsay en Danny hebben blijkbaar afgesproken dat hun dochter de naam is Lucy, en brachten haar mee naar het lab om aan de andere collega's te laten zien.
In het seizoen 6 première, is Danny in een rolstoel, na neergeschoten terwijl de bescherming van Lindsay tijdens een drive-by shooting in een bar aan het einde van seizoen 5. Lindsay moedigt hem aan om niet op te geven over de terugwinning en verzekert hem dat ze zal blijven met hem niet uit wat. Lindsays geloof dat Danny zal herstellen, ondanks de kansen en zijn eigen verlangen naar een liefdevolle en attente vader van Lucy zijn en toegewijde echtgenoot met Lindsay te versterken zijn inspanningen, en aan het eind in aflevering 604, is "Dead Reckoning", Lindsay dolblij om Danny te vinden in de kwekerij van Lucy, Lucy bedrijf en staande op zijn eigen.

## Familie
- Man: Danny Messer
- Dochter: Lucy Messer
- Vader: niet genoemd
- Moeder: Niet genoemd
- Oom: Freddy

## Trivia
- Lindsay komt uit dezelfde stad als Catherine Willows, een van de personages uit CSI: Crime Scene Investigation.
- Lindsay werd gebeten door een cobra die ontsnapte uit de auto van een slachtoffer op een plaats delict (3.10, "Sweet 16"). Dit was net als haar oproep als getuige in Bozeman een manier om Anna Belknaps schermtijd te beperken rond haar zwangerschap.
- Danny noemt haar Montana of CountryGirl.
- Lindsays badgenummer is 8433.
- Lindsay zou eerst Lindsay Hamilton heten.
- Lindsay verkiest Mach 5 boven de Batmobile.